# Џорџ Паџет Томсон
Сер Џорџ Паџет Томсон (енгл. Sir George Paget Thomson; Кембриџ, 3. мај 1892 — Кембриџ, 10. септембар 1975) био је британски физичар. Као и његов отац Џ. Џ. Томсон похађао је Тринити колеџ у Кембриџу где је у Кевендишова лабораторији неко време провео као постдипломац. Радио је у Кембриџу, Универзитету у Абердину и Империјалном колеџу у Лондону. Изучавао је расејање електрона (на целулоиду) и тако уочио његову таласну природу. За тај рад, заједно са Девисоном поделио је Нобелову награду за физику 1937. године. Џ. Џ. Томсон (отац) добио Нобелову награду зато што је показао да је електрон честица, а Џ. П. Томсон (син) што је показао да он то није.